# Stefan Hübner
Pour les articles homonymes, voir Hübner.
Stefan Hübner est un joueur allemand de volley-ball né le 13 juin 1975 à Bielefeld (Rhénanie-du-Nord-Westphalie). Il mesure 2,00 m et joue central. Il totalise 224 sélections en équipe d'Allemagne.
Il a été élu « joueur de l'année » (« Volleyballer des Jahres ») en Allemagne en 1998, 1999, 2001 et 2002.
Il est le mari de la volleyeuse Angelina Grün.

## Clubs
| Club                  | Pays      | De        | À         |
| --------------------- | --------- | --------- | --------- |
| Moerser SC            | Allemagne | 1995-1996 | 1997-1998 |
| SCC Berlin            | Allemagne | 1998-1999 | 1999-2000 |
| Esse-ti Carilo Loreto | Italie    | 2000-2001 | 2000-2001 |
| Bossini Montichiari   | Italie    | 2001-2002 | 2002-2003 |
| Itas Diatec Trente    | Italie    | 2003-2004 | 2004-2005 |
| TuS Schladern         | Allemagne | 2005-2006 | 2005-2006 |
| Itas Diatec Trente    | Italie    | 2006-2007 | 2006-2007 |
| Sisley Trévise        | Italie    | 2007-2008 | 2008-2009 |
| Copra Piacenza        | Italie    | 2009-2010 | …         |

## Palmarès
- Coupe d'Allemagne (1)
  - Vainqueur : 2000